# 少輻大絲油鯰
少輻大絲油鯰，為輻鰭魚綱鯰形目長鬚鯰科的其中一種，分布於南美洲巴拉圭的巴拉那河流域，體長可達3.8公分，屬肉食性，生活習性不明。

## 擴展閱讀
維基物種上的相關：少輻大絲油鯰